# 에듀테인먼트
에듀테인먼트(edutainment)는 에듀케이션(education, 교육)과 엔터테인먼트(entertainment, 오락)의 합성어로 게임을 하듯 즐기면서 학습할 수 있도록 하는 교육형태이다.
에듀테인먼트는 학습과정에서 게임과 같은 오락성 즉, 도전성, 몰입성, 모험성 등이 중요한 요소로 고려된다. 이러한 에듀테인먼트의 기본적인 속성이 포함된 교수∙학습용 콘텐츠를 에듀테인먼트 콘텐츠라고 한다. 그러나 에듀테인먼트의 ‘오락성’은 단순한 흥미유발 차원이 아닌 학습에의 ‘재미’요소를 부가함으로써 학습동기를 강화하고 학습효과를 높이는 전략으로 이용된다.

## 같이 보기
- 게임 학습
- 리인액트먼트
- 인포테인먼트
- 교육용 소프트웨어
- 폴리테인먼트
- 공익광고
- 시리어스 게임